# Irakische Nationalbewegung
Die Irakische Nationalbewegung (al-Harakat al-Wataniyya al-Iraqiyya / الحركة الوطنية العراقية / al-Ḥarakat al-Waṭanīya al-ʿIrāqīya), auch Irakija (bzw. englisch Irakiah) genannt, war ein Zusammenschluss von mehreren politischen Gruppen im Irak unter der Führung Iyad Allawis. Die Partei sah sich als national-säkulares Bündnis an.
Hauptparteien der irakischen Nationalbewegung waren die Partei des nationalen Einvernehmens (al-Wifaq) von Allawi, die Erneuerungspartei von Tariq al-Haschimi, die Iraqiyoun-Partei von Usama an-Nudschaifi sowie der irakischen Nationalbewegung für Fortschritt und Reform (auch al-Hal genannt).

## Parlamentswahlen

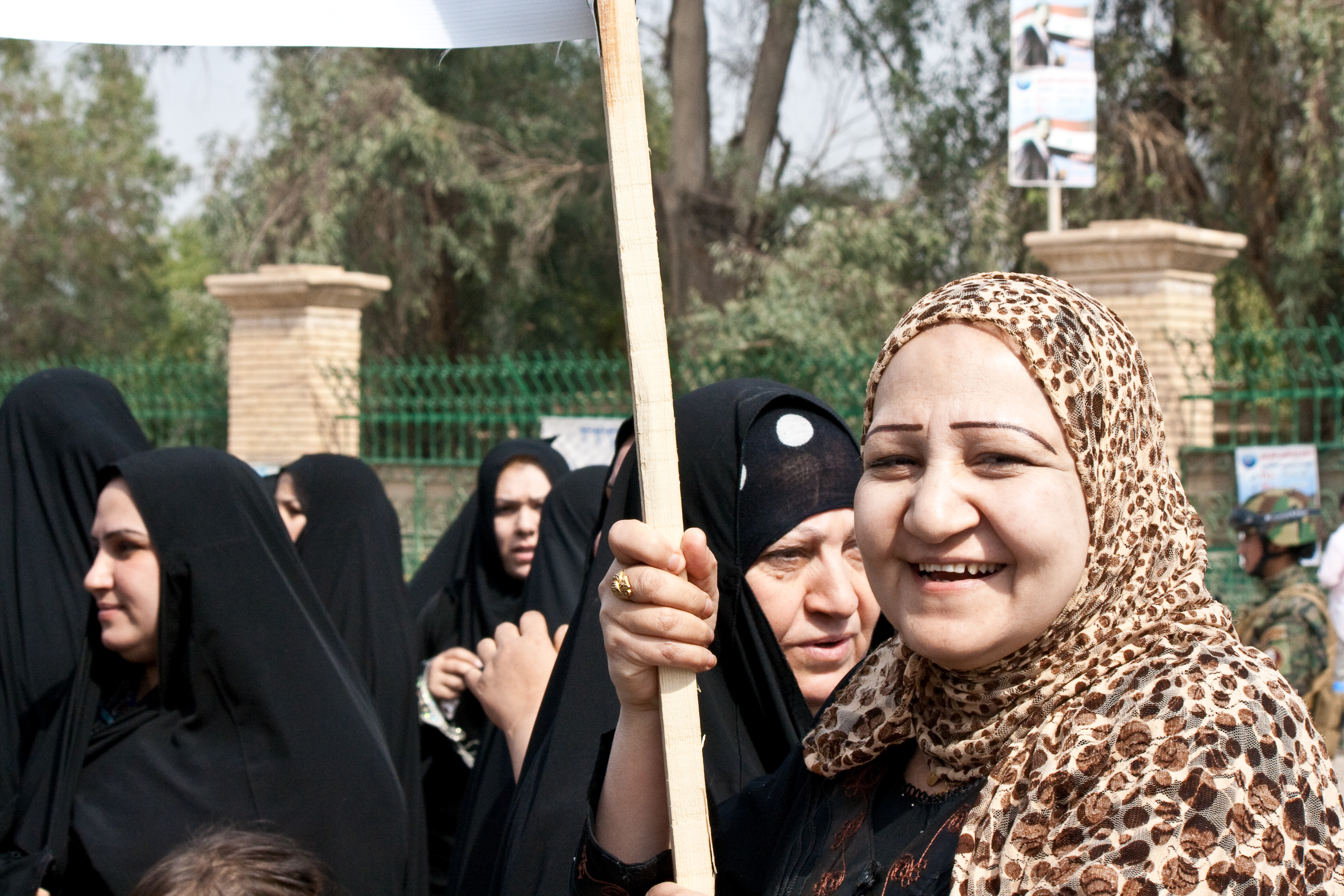
Unterstützerinnen der Irakija-Koalition bei der Wahl 2010

Im Vorfeld der Wahlen 2010 wurde Salih al-Mutlak von den Wahlen ausgeschlossen, da man ihm Kontakte zum alten Regime Saddam Husseins vorwarf. Bei den Wahlen selbst errang die Nationalbewegung 2,85 Millionen Stimmen und wurde mit 91 Sitzen stärkste Kraft im irakischen Parlament. Mit Ausnahme der drei kurdischen Provinzen konnte das Bündnis überall Sitze gewinnen. In al-Anbar, Salahaddin, Kirkuk und Diyala wurde man Erster. Insgesamt errang Irakija 91 Sitze im Parlament und war somit diejenige Liste mit den meisten Abgeordneten im irakischen Parlament.
Nach dem Zusammenschluss der Rechtsstaat-Koalition und der Irakische Nationalallianz beanspruchte dessen Vorsitzender und bisheriger Ministerpräsident Nuri al-Maliki das Amt für eine erneute Amtsperiode. Die Verhandlungen über eine Regierungsbildung konnten erst nach acht Monaten abgeschlossen werden.
Im März 2011 verließen acht Abgeordnete die Liste und gründeten einen eigenen Zusammenschluss, den sie „Weiße Irakiya“ nannten. Im April gründeten weitere fünf Mitglieder die Liste „Freie Irakiya“.
Bei den darauffolgenden Wahlen am 30. April 2014 traten die in der Koalition vertretenen Parteien getrennt an.

## Prominente Mitglieder
- Tariq al-Haschimi
- Usama an-Nudschaifi
- Iyad Allawi
- Salih al-Mutlak